# Gornja Bistra
Gornja Bistra är en ort i Kroatien.   Den ligger i länet Zagrebs län, i den norra delen av landet, 13 km nordväst om huvudstaden Zagreb. Gornja Bistra ligger 214 meter över havet och antalet invånare är 1 629.
Terrängen runt Gornja Bistra är kuperad åt sydost, men åt nordväst är den platt. Runt Gornja Bistra är det ganska glesbefolkat, med 24 invånare per kvadratkilometer. Närmaste större samhälle är Zagreb - Centar, 13,0 km sydost om Gornja Bistra. I omgivningarna runt Gornja Bistra växer i huvudsak lövfällande lövskog.